# Newportia ignorata
Newportia ignorata är en mångfotingart som beskrevs av Kraus 1955. Newportia ignorata ingår i släktet Newportia och familjen Scolopocryptopidae.
Artens utbredningsområde är Peru. Inga underarter finns listade i Catalogue of Life.